# Arthur Alexander
Arthur Alexander (Florence, 10 mei 1940 - Nashville, 9 juni 1993) was een Amerikaanse soulzanger, songwriter en pionier van de Southern Soul.

## Jeugd
Arthur Alexander jr. werd geboren in 1940 als zoon van de bouwvakker en gelegenheidsgitarist Arthur Alexander sr. Vanwege de dubbele voornaam werd junior June genoemd. Zijn woonplaats was Alabama, een van de racistische zuidelijke staten. Hij groeide op met blues en countrymuziek uit de radio. Zijn moeder Fanny Scott Springer overleed, toen June 3 jaar was. Toen June vijf of zes jaar werd, hing zijn vader de bluesgitaar aan de muur en stopte met zijn uitzichtloos bestaan als muzikant. De senior had met zijn muziek geen geld verdiend en wilde niet, dat zijn zoon hetzelfde lot te wachten stond. Desondanks vervoegde June zich op 13-jarige leeftijd bij de plaatselijke gospelgroep The Heartstrings. Met deze groep verzamelde hij zijn eerste podiumervaringen, vooral in de kerk. De groep was een pure zangformatie en had geen instrumenten. The Heartstrings traden zelfs bij tijd en wijle 's zaterdags op in een plaatselijke tv-show.

## Carrière
Tom Stafford leidde via de ouderlijke drugstore een opnamestudio: Stafford Publishing and Recording, afgekort SPAR Music. Hij produceerde Alexanders debuutsingle, toentertijd nog onder de artiestennaam June Alexander. De single bevatte de songs Sally Sue Brown / The Girl That Radiates That Charm en verscheen bij Judd Records, het kortdurende label van Judd Phillips, de broer van de muziekpionier en Elvis Presley-ontdekker Sam Phillips. Het grote succes liet op zich wachten, maar het nummer ontwikkelde zich tot een plaatselijke hit.
Toen Tom Stafford ruzie kreeg met zijn partner Rick Hall, richtte Hall zijn eigen studio Florence Alabama Music Enterprises, afgekort FAME Studios, op. Als eerste plaat produceerde Hall voor FAME een compositie van en met Arthur Alexander. Het was diens tweede single You Better Move On. De song werd qua type van de productie en instrumentatie bewust aangeleund aan de soulhit Stand By Me van Ben E. King. Betrokken bij de opname waren naast David Briggs (piano), Norbert Putnam (bas) en Jerry Carrigan (drums) de beide gitaristen Earl 'Peanut' Montgomery en Terry Thompson, die met zijn compositie A Shot of Rhythm and Blues ook de B-kant bijstuurde.
De beide songs werden na meerdere pogingen live opgenomen in de studio, waarbij Alexander als zanger met gitarist Earl 'Peanut' Montgomery een microfoon moesten delen. You Better Move On ontwikkelde zich tot de eerste commerciële hit van het opkomende muziekcircuit van Muscle Shoals en klom op tot de 22e plaats van de nationale hitlijst. De single werd achter elkaar gecoverd door Doris Day, The Hollies en The Rolling Stones, die You Better Move On plaatsten op hun zelf vernoemde debuut-ep. Deze versie was echter pas in 1965 ook in de Verenigde Staten verkrijgbaar met het album December's Children (And Everybody's).
In maart 1962 mocht Alexander zijn hit in het landelijke programma American Bandstand aan een miljoenenpubliek presenteren.
You Better Move On kon verkocht worden aan Dot Records met een zetel in Nashville, de hoofdstad van de countrymuziek, en bezorgde de pas opgerichte FAME Studios het nodige startkapitaal. De song werd dan ook de titel van de bij Dot Records uitgebrachte debuutalbums van Alexander. Om juridische redenen werd de titelsong voor het album opnieuw opgenomen en met reeds vastgestelde niet bekende composities uitgebreid om uit de lp een gegarandeerd hitalbum te maken. Noel Ball van Dot Records had geen vertrouwen in de songwriter-kwaliteiten van zijn artiest, maar door zijn songkeuze spoorde hij Alexander aan om van de zwarte soul richting countrymuziek te gaan. De lp bevatte naast twee eigen composities de coverversies Funny How Time Slips Away van Willie Nelson, Love Me Warm and Tender van Paul Anka, The Wanderer van Ernie Maresca, Hey! Baby van Bruce Channel en Don't Break The Heart That Loves You van Connie Francis. Grotere aandacht kreeg daarentegen Alexanders eigen compositie Anna (Go To Him), waarbij Kenny Buttrey de drums bespeelde. Anna (Go To Him) werd door The Beatles overgenomen en op hun debuut-lp Please Please Me gebruikt. Every Day I Have to Cry, een verdere opname met Kenny Buttrey aan de drums, bleef daarentegen ongepubliceerd, maar ontwikkelde zich echter kort daarna tot Alexanders meest gecoverde compositie. Artiesten als Steve Alaimo, Dusty Springfield, The Bee Gees en Ike & Tina Turner namen deze opnieuw op.
Arthur Alexander behoorde spoedig tot het clubcircuit van Nashville. Na het werk in de studio bezocht hij de multiraciale club The Club Dragon of ging hij voor een drankje naar New Era, waarin het in 1963 tot een bijzondere ontmoeting kwam. Alexander werd op het podium begeleid door de bassist Billy Cox, die daar samen met de luidruchtige gitarist Jimmy Marbles optrad, een vriend uit zijn legertijd. Deze gitarist accepteerde zelfs het nummer You Better Move On in zijn Nashville-repertoire, voordat hij de stad verliet en in Londen als Jimi Hendrix carrière maakte.
Bovendien raakte Alexander tijdens zijn tournee in 1962 bevriend met Otis Redding, die in november 1967 zelfs Alexanders compositie Johnny Heartbreak opnam en daardoor bekend raakte. Beweringen dat ze de song samen hadden geschreven, werden door Alexander steeds tegengesproken met de opmerking, dat deze al klaar was, toen hij deze aan Redding voorzong. Redding had enkel de possesieve "s" toegevoegd en daarmee Johnny Heartbreak tot Johnny's Heartbreak gemaakt. Alexander was ontevreden met Reddings versie en kenmerkte deze als mislukt. Speciaal voor de Britse en Europese markt werd de mono-ep Alexander The Great geproduceerd, die de vier nummers You Better Move On, Where Have You Been?, Anna (Go To Him) en Go Home Girl bevatte.
Alexander nam voor Dot Records acht singles op, voordat hij in november 1965 wisselde naar Monument Records. Fred Fosters label was groot geworden dankzij de successen van Roy Orbison, maar moest zich echter na diens afscheid opnieuw oriënteren. Alexanders singles voor Monument Records flopten constant, enkele sterke opnamen bleven tot 2001 ongepubliceerd, zoals Stay By Me, Me and Mine en Don't Love Me (You Don't Care). Tot een opname van een lp kwam het echter niet.
Pas in 1972 kon Alexander voor Warner Bros. na tien jaar eindelijk weer een compleet album opnemen, dat hij naar zichzelf noemde. Ondanks de populariteit bij zijn muzikale collega's bleef het succes bij het publiek uit. Anderen scoorden met zijn nummers hitsuccessen en anderen verdienden het geld. Alexander had met dubieuze contracten de rechten van zijn nummers aan anderen overgedragen. De afgang voltrok zich langzaam, maar aanhoudend. In 1972 coverde Elvis Presley de song Burning Love, kort nadat Alexander het nummer als eerste had opgenomen. Zijn oorspronkelijke versie flopte, The King had daarmee zijn laatste top 10-hit in de Verenigde Staten. In 1976 lukte hem voor de eerste keer sinds 1962 weer een klassering in de Amerikaanse r&b-hitlijst met Sharing The Night Together (92e plaats), dat drie jaar later een top 10-hit zou worden voor Dr. Hook. Toen Elvis in de zomer van 1977 overleed, trok Alexander zich terug uit de muziekbusiness en verplaatste zijn woonplaats van Alabama naar Cleveland. Daar begon hij zijn nieuwe leven als buschauffeur en huismeester in een gemeentelijke voorziening.
In de zomer van 1988 coverde Bob Dylan Junes debuutsingle Sally Sue Brown en maakte uit het r&b-nummer een rockende blues. In juli 1990 werd Alexander opgenomen in de Alabama Music Hall of Fame. Dientengevolge raakten zijn songs opnieuw in de belangstelling. Na meer dan 20 jaar pauze verscheen in 1993 het comeback-album Lonely Just Like Me, opgenomen met zijn muzikale metgezellen van toen Dan Penn, Donnie Fritts en Spooner Oldham. In juni 1993 voltooide Alexander in het kader van het Summer Lights Music Festival een optreden in Nashville.

## Muzikale prestaties
Arthur Alexander was een pionier van de countrysoul, een stijl van de southern soul met country-elementen. Daarmee was hij zijn tijd ver vooruit, want hij combineerde twee Amerikaanse muziekstijlen met elkaar, die gescheiden werden gespeeld op zwarte en blanke radiostations. Daarmee benaderde hij een gemengd publiek. Ook bestond het team, waarmee hij zijn platen opnam, uit blanke muzikanten, en dat in een tijd dat in Alabama en de andere zuidelijke staten zwarten en blanken in gescheiden werelden leefden. Zwarten moesten in de bus achterin plaatsnemen, afzonderlijke wasruimten gebruiken en in afzonderlijke stadswijken wonen. Tot de blanke muzikanten, die zijn gezongen en geneuriede melodieën in begeleidingsmuziek omzetten (Alexander kon geen noten lezen), behoorden Donnie Fritts, Dan Penn en Spooner Oldham.
Vooral aan de andere kant van de Atlantische Oceaan voelde zich een jonge, blank publiek aangesproken door Alexanders muziek. De kinderen van de havenstad Liverpool hoorden de actueelste platen uit de Verenigde Staten dankzij de zeelui eerder dan de jeugd in de rest van Europa. Toen Alexander in 1962 zijn debuutalbum You Better Move On publiceerde, kreeg hij met The Beatles en Gerry & the Pacemakers spoedig belangrijke fans. The Beatles namen de songs Soldier of Love en A Shot of Rhythm and Blues over in hun live-repertoire. De titel Anna (Go To Him) kreeg zelfs een plaats op het debuutalbum Please Please Me. Gerry & the Pacemakers plaatsten zelfs drie songs op hun debuutalbum.
The Hollies en kort daarna ook The Rolling Stones namen in 1964 You Better Move On over voor hun eigen singles en maakten de titel zodoende tot Alexanders bekendste hit. Zijn compositie Every Day I Have to Cry werd zelfs door Dusty Springfield, The Bee Gees en Ike & Tina Turner gecoverd, voordat Arthur Alexander de titel zelf opnam en in 1975 als single publiceerde.

## Overlijden
Slechts enkele minuten na de ondertekening van de contracten, die hem de rechten aan zijn vroegere composities hadden kunnen beschermen, kreeg hij een hartinfarct. Drie dagen later overleed hij in het ziekenhuis op 53-jarige leeftijd aan hartfalen.

## Discografie

### Singles
- 1960: Sally Sue Brown / The Girl That Radiates That Charm (als "June Alexander"; Judd)
- 1961: You Better Move On / A Shot of Rhythm and Blues (Dot Records)
- 1962: Where Have You Been (All My Life) / Soldier of Love (Dot Records)
- 1962: Anna (Go to Him) / I Hang My Head and Cry (Dot Records)
- 1963: Go Home Girl / You're The Reason (Dot Records)
- 1963: Keep Her Guessing / Where Did Sally Go (Dot Records)
- 1964: Black Night / Old John Amos, soms ook: Black Knight / Ole John Amos (Dot Records)
- 1972: Mr. John / You've Got Me Knockin'  (Warner Bros. Records)
- 1972: Burning Love / It Hurts to Want It So Bad (Warner Bros. Records)
- 1975: Every Day I Have to Cry Some / Everybody Needs Someone to Love (Buddha Records)
- 1977: Sharin' the Night Together / She'll Throw Stones at You (Buddha Records)

### Ep's
- 1963: Alexander The Great (London Records)
- 1963: Arthur Alexander (London Records)

### Albums
- 1962: You Better Move On (Dot Records)
- 1972: Arthur Alexander (Warner Bros. Records)
- 1982: A Shot of Rhythm and Soul (Ace Records)
- 1989: Arthur Alexander The Greatest (Ace Records)
- 1993: Lonely Just Like Me (Elektra Nonesuch)
- 1993: The Ultimate Arthur Alexander (Razor & Tie)
- 1994: Adios Amigo: A Tribute to Arthur Alexander (Razor & Tie), met Frank Black, Elvis Costello en Robert Plant
- 2001: The Monument Years (Ace Records)
- 2007: Lonely Just Like Me: The Final Chapter, reissue met bonus-materiaal (Hacktone Records)
- 2014: You Better Move On (debuutalbum plus 14 bonustracks) (Hoodoo Records)

## Prominente coverversies
Arthur Alexanders eigen composities en originele versies [*] werden vanaf het begin in zijn stijl gecoverd en zelfs gesampeld.
- Sally Sue Brown: Bob Dylan (1988), Elvis Costello (1994)
- The Girl That Radiates That Charm [*]: Mick Hucknall (2012)
- You Better Move On: Doris Day (1962), Bobby Vee (1962), The Hollies (1964), The Moody Blues (1964), The Rolling Stones (1964), Tony Sheridan (1964), Johnny Rivers (1967), Mink DeVille (1980) und The Drifters feat. Ben E. King (1983)
- A Shot of Rhythm and Blues [*]: The Beatles (1963), Vince Taylor & His Playboys (1964)
- Where Have You Been (All My Life) [*]: Gerry & the Pacemakers (1964)
- Soldier of Love [*]: The Beatles (1963), Pearl Jam (1999)
- Anna (Go To Him): The Beatles (1963), Humble Pie (1974)
- Go Home Girl: The Rolling Stones (1963; Outtake), Ry Cooder (1979)
- Every Day I Have to Cry (Some): Dusty Springfield (1964), The Bee Gees (1965), The Gentrys (1966), The McCoys (1966), Johnny Rivers (1966), Ike & Tina Turner (1966) und Jerry Lee Lewis (1979)
- Johnny Heartbreak: Otis Redding (1970)
- Burning Love [*]: Elvis Presley (1972)
- Sharin' The Night (Together) [*]: Dr. Hook & the Medicine Show (1978)

- Bibsys: 2071230
- Biblioteca Nacional de España: XX1781538
- Bibliothèque nationale de France: cb13971445w (data)
- Gemeinsame Normdatei: 122531116
- International Standard Name Identifier: 0000 0000 5941 7119
- Library of Congress Control Number: n91024762
- MusicBrainz: 749896c9-578c-459c-9487-22f5376172ab
- Nationale Bibliotheek van Tsjechië: pna2012687887
- Nederlandse Thesaurus van Auteursnamen: 296988049
- Istituto Centrale per il Catalogo Unico: BCTV008394
- Système universitaire de documentation: 082974535
- Trove: 1487788
- Virtual International Authority File: 18107683
- WorldCat: E39PBJw938gYpwP6mPvj8qPvpP